# کانوویتسه (ناحیه زلین)
کانوویتسه (به چکی: Kaňovice) یک منطقهٔ مسکونی در جمهوری چک است که در ناحیه زلین واقع شده‌است. کانوویتسه ۴٫۶ کیلومتر مربع مساحت و ۲۵۸ نفر جمعیت دارد و ۲۶۰ متر بالاتر از سطح دریا واقع شده‌است.